# Eugène Penard

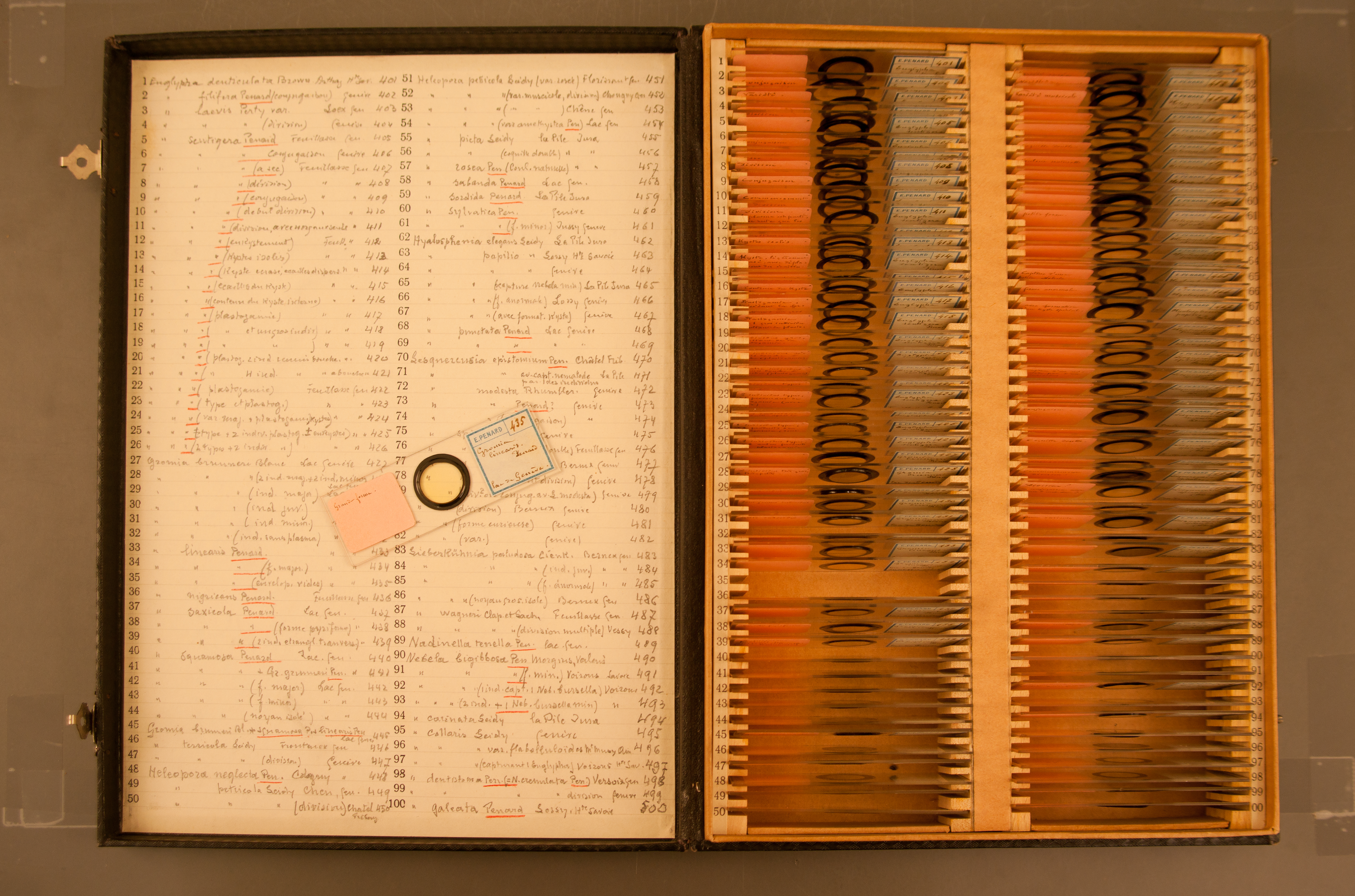
Collezione Penard conservata al Museo di Storia Naturale di Ginevra

Eugène Penard (Ginevra, 16 settembre 1855 1855 – Ginevra, 23 agosto 1954) è stato un biologo svizzero, pioniere nella studio della sistematica delle amebe.